# Yothu Yindi
Yothu Yindi is een Australische band. Deze werd in 1986 opgericht en bestaat zowel uit Aborigines als Europese Australiërs. Hun muziek is een mengsel van traditionele Aboriginal muziek en rock- en popmuziek. Ze maken gebruik van didgeridoo's, gitaar en drum.
In de jaren negentig kregen ze wereldwijde bekendheid met hun nummer Treaty. Dit was een politiek geïnspireerd nummer over de belofte van de Australische regering om de Aborigines zelfbestuur te geven.
In 1997 trad de band vier keer op in Nederland: Enschede (Twentse Schouwburg), Den Haag (Het Paard), Amsterdam (Melkweg) en Leeuwarden (Zalen Schaaf). 
Op 2 juni 2013 is de zanger van de band overleden. Hij was sinds 2007 ziek en heeft voor het laatst in 2009 op getreden. Volgens de traditie van de Yolngu mogen de voornamen van de overledene niet meer genoemd worden. De familie heeft wel akkoord gegeven om opnames, foto's en andere media te blijven gebruiken.
In de taal van de Yolngu betekent Yothu Yindi: Kind & moeder.

## Discografie
- 1989: Homeland Movement
- 1992: Tribal Voice
- 1992: Gapu
- 1993: Freedom
- 1996: Birrkuta
- 1998: One Blood
- 2000: Garma
- 2005: Peace